# Harun el Raschid-bey
Harun el Raschid-Bey, né Wilhelm Hintersatz le 26 mai 1886 et mort le 29 mars 1963, était un militaire et un poète autrichien.

## Biographie
Il participa à la Première Guerre mondiale, dans les rangs de l'armée austro-hongroise, obtenant la Croix de fer puis aux Freikorps (Corps Francs) avant de servir comme instructeur en Turquie où il se convertit à l’Islam.
Nommé colonel dans l'armée autrichienne, il rejoignit la Waffen-SS et devint Standartenführer (colonel) en octobre 1944 et commanda alors l'Osttürkischer Waffen-Verband der SS, une unité de la SS formée de volontaires musulmans.